# Bodva
Le Bodva (en hongrois : Bódva ; en slovaque : Bodva) est une rivière de 113 kilomètres passant en Slovaquie et en Hongrie. Il prend sa source dans les monts Métallifères slovaques et se jette dans la rivière Sajó. 
Deux de ses affluents sont la Turňa et l'Ida.